# Schloss Baldegg
Das Schloss Baldegg war eine Doppelburg in Baldegg in der Gemeinde Hochdorf im Luzerner Seetal in der Schweiz am Südende des Baldeggersees. Auf dem Fundament der jüngeren Burg wurde das heutige Klostergebäude errichtet.

## Geschichte
Die ehemalige Doppelburg «Baldecke» wurde 1236 als Stammsitz der Edlen von Baldegg (de Baldecc miles) oder Ritter vom See (de Lacu) erstmals erwähnt. Der Name stammt von dem Alemannen Baldo, der einen Hof am «Hügeleck» führte. Im Mittelalter entwickelte sich aus dem Hof der Freien eine feste Burg. Die Ritter von Baldegg waren zuerst Vasallen der Kyburger, danach der Habsburger. 1243 fiel Hochdorf von den Herren von Lenzburg an die Habsburger.
Rudolf von Hünenberg übertrug seinen Namen 1386 auf die ältere Hauptburg mit Wehrturm bei der heutigen Kirche. Die obere, ältere «Burg Hünenberg» und die untere, jüngere «Burg am See» oder «Burg Baldegg» wurden im Vorfeld der Schlacht bei Sempach von den Luzernern verwüstet.
Die Familie von Baldegg verkaufte wahrscheinlich die Güter an Hans von Wildberg, der die Burg Baldegg samt Kapelle um 1400 neu aufbauen liess. Die Burgen Baldegg wechselten mehrmals die Besitzer, bis sie 1725 an die Familien «AnderAllmend» übergingen. Der Letzte dieser Familie, Franz Josef Melchior Georg, verkaufte Schloss und Güter 1808 an zwei Bauern aus der Gegend.
Als Mitbesitzer des spätmittelalterlichen Schlosses Baldegg ermöglichte der Hochdorfer Kaplan Josef Leonz Blum durch Gründung eines Hilfsvereins den Erwerb und die Finanzierung der Gebäude. Hier begründete er die erste schweizerische Schulschwesternkongregation zur Erziehung der ländlichen weiblichen Jugend. Der viereckige Bergfried und die Kapelle wurden als einziger Überrest der oberen, älteren Burg 1865 abgebrochen, um an deren Stelle eine neugotische Kapelle durch den Architekten Wilhelm Keller errichten zu lassen. 

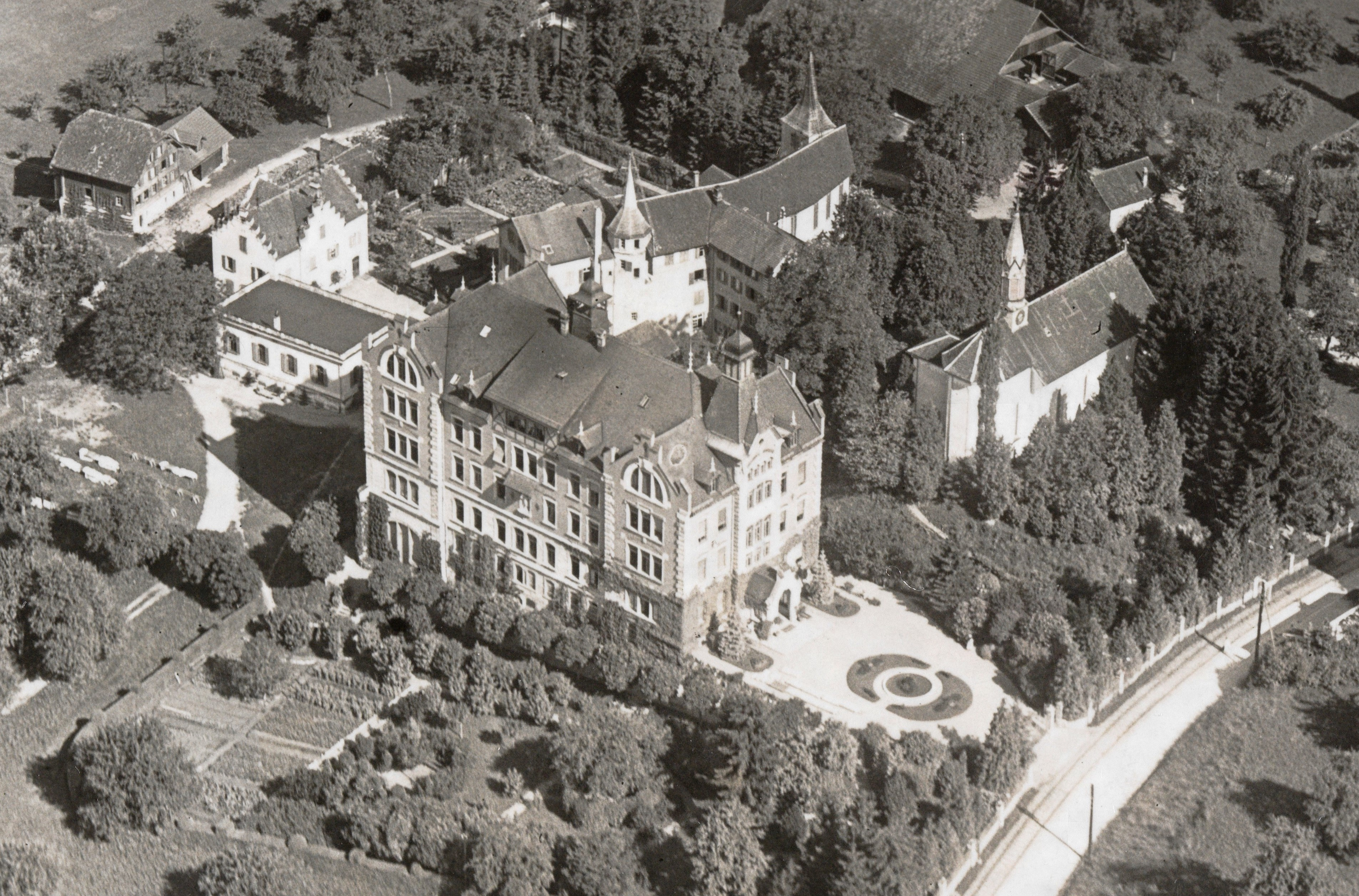
Kloster Baldegg (1927) mit Kapelle von 1865, vorne Institutsgebäude im Jugendstil von 1903

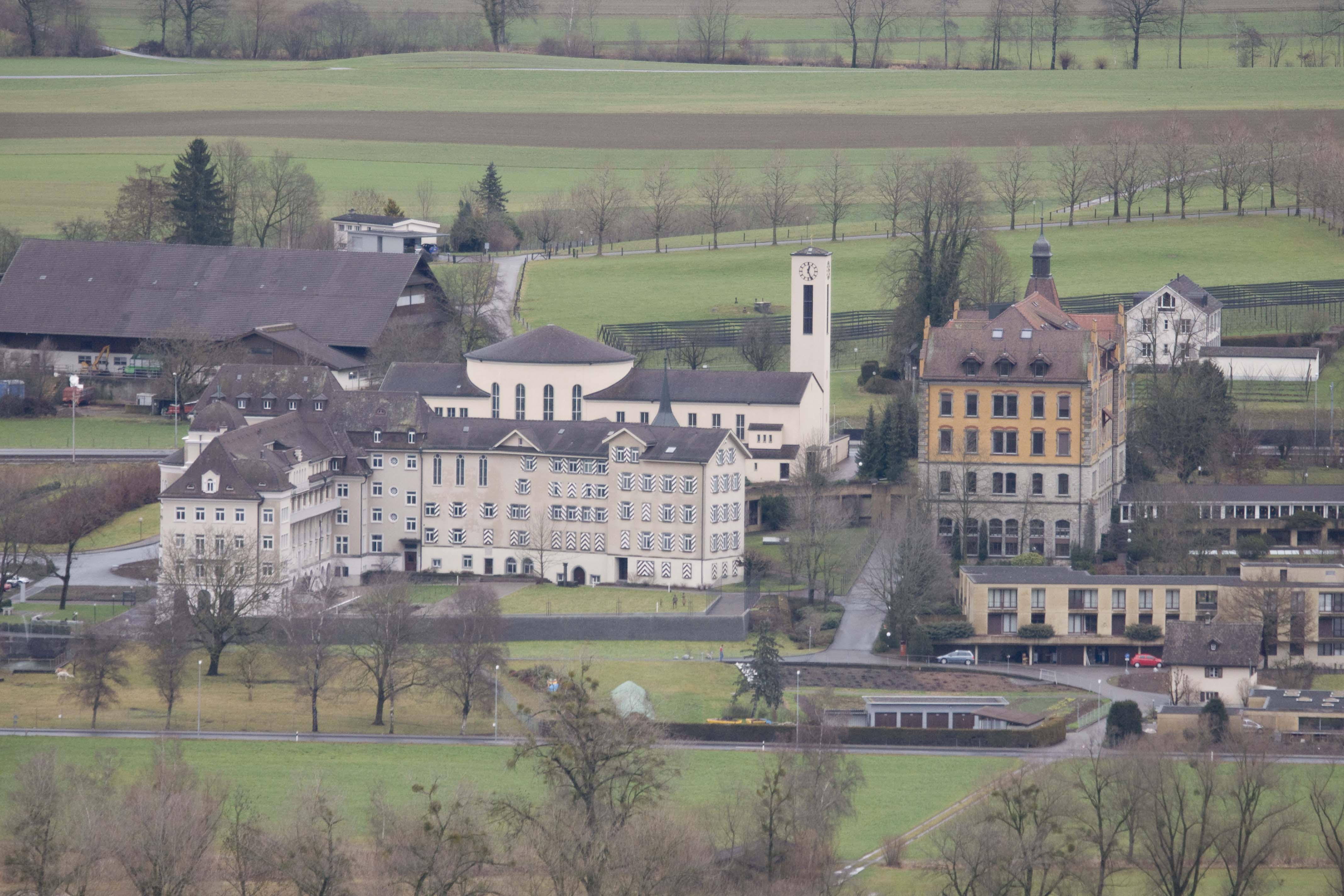
Schloss/Kloster Baldegg (2011) mit Kirche von 1939

Die jüngere Burg wurde nach der Gründung des katholischen Töchterinstitutes 1830 nach und nach bis auf einen kleinen Mauerrest abgetragen. Aus den umgebauten Gebäuden des Schlosses Baldegg ist das Kloster und die heutige Klosterherberge entstanden.
Die neugotische Kapelle von 1865 wurde 1939 durch die heutige grosse Institutskirche ersetzt. Sie wurde im Stil der frühen Moderne mit traditioneller Ausstattung durch die Architekten Alois Stadler und Gisbert Meyer erstellt. Die Wandmalereien stammen von Fritz Kunz. Schutzpatrone sind die Heiligen Jost, Luzia und Ottilia.

## Obere ältere Burg

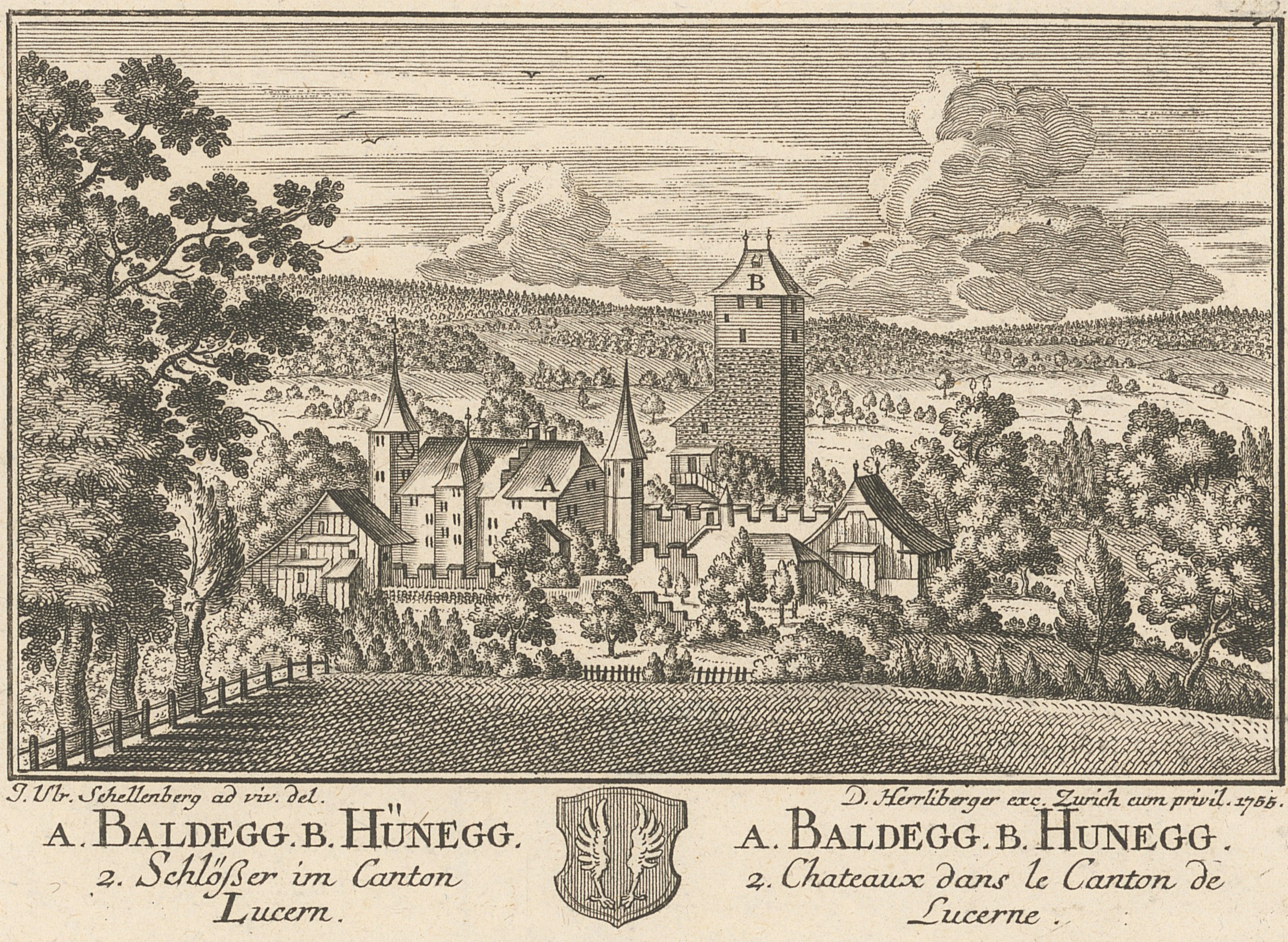
Burgen Baldegg und Hünegg (1755)

Die Stammburg beherrschte die Strasse von Luzern über Hitzkirch nach dem Aargau. Um einen einfachen Wohnturm entstanden mit der Zeit mehrere Gebäude, deren Befestigungsmauern bis an den See reichten und einem Städtchen glichen. Die Burg bestand aus einem viereckigen Turm mit einem Anbau und war kreisförmig von Mauern und Gräben umschlossen.

## Untere jüngere Burg
Die neuere Burg, das spätere Schloss, wurde von Rudolf von Hünenberg erbaut. Zwischen der älteren und der neueren Burg lag ein viereckiger Raum, der rings von Mauern umgeben war. Die neue Burg entstand aus der Erweiterung der ehemaligen Vorburg. Sie wurde in einem grossen Viereck gebaut und mit zwei Türmen versehen. Ein östlicher Turm diente zugleich als befestigtes Tor und war der Strasse, der andere dem See zugewandt. Die Brustwehr Richtung Hitzkirch war mit einem kleinen Turm versehen. Die von Ritter Johann I. von Baldegg 1327 gestiftete Burgkapelle zu Ehren der Heiligen Jost, Katharina und Martin war auf der östlichen Seite. An ihr vorbei gelangte man über eine Brücke zum Turmeingang.

## Burg- und Schlossbesitzer
Edle von Baldegg oder Ritter am See: Ritter Hartmann I. (1236–1256) von Baldegg 1236, Ritter Hartmann II. (1256–1294), Ritter Johann I. von Baldegg 1327, Rudolf von Hünenberg 1386 (Vorburg), Ritter Marquard von Baldegg 1386, Hans von Wildberg 1400, Ritter von Heidegg, Familie Businger, Leopold Businger, Ritter Heinrich Hasfurter 1460, Bauer Hans Hartmann 1480, Anna Jüntler 1492, Luzerner Ratsherr Heinrich Feer, Balthasar von Hertenstein 1491, Schultheiss Peter Thommann um 1520, Schultheiss Golder, Jost von Meggen 1544, Albrecht Segesser 1559, Jost Segesser von Brunegg, Bernardin Peyer 1615, Catharina Feer 1628, Junker Hans Rudolf von Meggen 1629 (untere und obere Burg), Marquis Ferdinand Lunati Visconti 1719, Patrizierfamilie Anderallmend 1725, Franz Josef Melchior Georg Anderallmend 1808, Kaplan Josef Leonz Blum 1830.